# Tour d'Agia
La tour d'Agia (en grec moderne : Πύργος Αγιάς) est une tour édifiée sur la côte nord de l'île de Naxos, en Grèce. Probablement construite au XVIIe siècle, elle s'élève à une altitude d'environ 200 mètres au-dessus du niveau de la mer.
C'est l'une des rares tours de Naxos situées près de la mer. La tour est située à environ 6 kilomètres au nord de la ville de Naxos et est située à proximité du monastère d'Agia et d’Agia Komiaki (el). La tour appartenait probablement à la famille Kokkos et fut plus tard acquise par les familles Spanos et Parara. La tour a été endommagée par un incendie en 1992. 

## Description
La tour mesure environ 12 mètres sur 7,7 mètres. Près de la tour se trouve le moulin à huile, qui bien qu'il n'ait pas de toit, conserve une partie de son équipement, et des bâtiments délabrés tels que des entrepôts, des écuries et autres. La tour est simple, sans éléments décoratifs. Le toit de la tour est entouré d'un parapet de 30 centimètres de haut construit avec les mêmes matériaux que le reste de la tour, qui présente des créneaux en forme de queue-d'aronde. L'intérieur de la tour était accessible par une porte située dans la partie sud du premier étage, à laquelle on accédait par un escalier. À l'intérieur, les escaliers sont en pierre et l'accès au toit se fait par une échelle mobile en bois.
La tour a été désignée monument historique en 1983 avec les autres tours médiévales de Naxos, car ce sont des bâtiments imposants d'un grand intérêt architectural et morphologique, inextricablement liés à l'histoire de l'île. Avec la tour, la chapelle et les bâtiments médiévaux situés à 100 mètres de la tour ont été désignés monuments. Une zone de protection d'un rayon de 500 mètres a été établie autour de la tour.